# Wihomarc av Bretagne
Wihomarc av Bretagne, död 825, var kung av Bretagne mellan 822 och 825.